# Landouzy-la-Ville
Landouzy-la-Ville település Franciaországban, Aisne megyében. Lakosainak száma 514 fő (2022. január 1.). Landouzy-la-Ville Bucilly, Éparcy, La Hérie, Jeantes, Landouzy-la-Cour, Origny-en-Thiérache és Plomion községekkel határos.

## Népesség
A település népessége az elmúlt években az alábbi módon változott:
| Lakosok száma | 596  | 518  | 578  | 512  | 582  | 575  | 541  | 535  | 535  | 514  |
|               | 1968 | 1982 | 1990 | 2006 | 2013 | 2015 | 2017 | 2019 | 2020 | 2022 |